# خانه ایالت مریلند

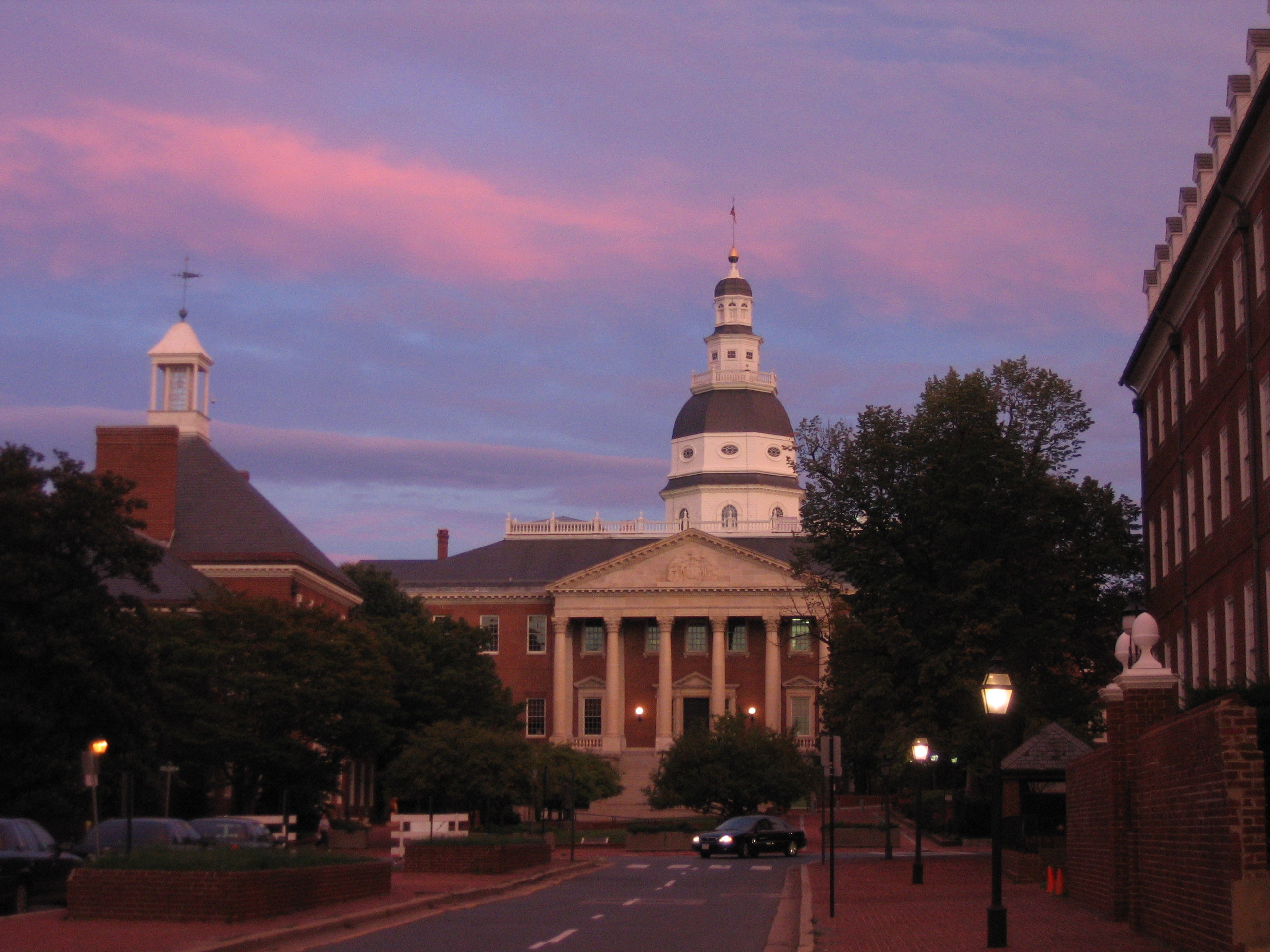

خانه ایالت مریلند (Maryland State House) بنایی است که شاخه مقننه دولت مریلند در آن قرار دارد.
معمار بنا Joseph Horatio Anderson بوده و در سال ۱۷۷۲ ساخته گردید و در آناپولیس قرار دارد.
این بنای تاریخی هم خانه مجلس نمایندگان ایالت است و هم سنای ایالت.

## نگارخانه

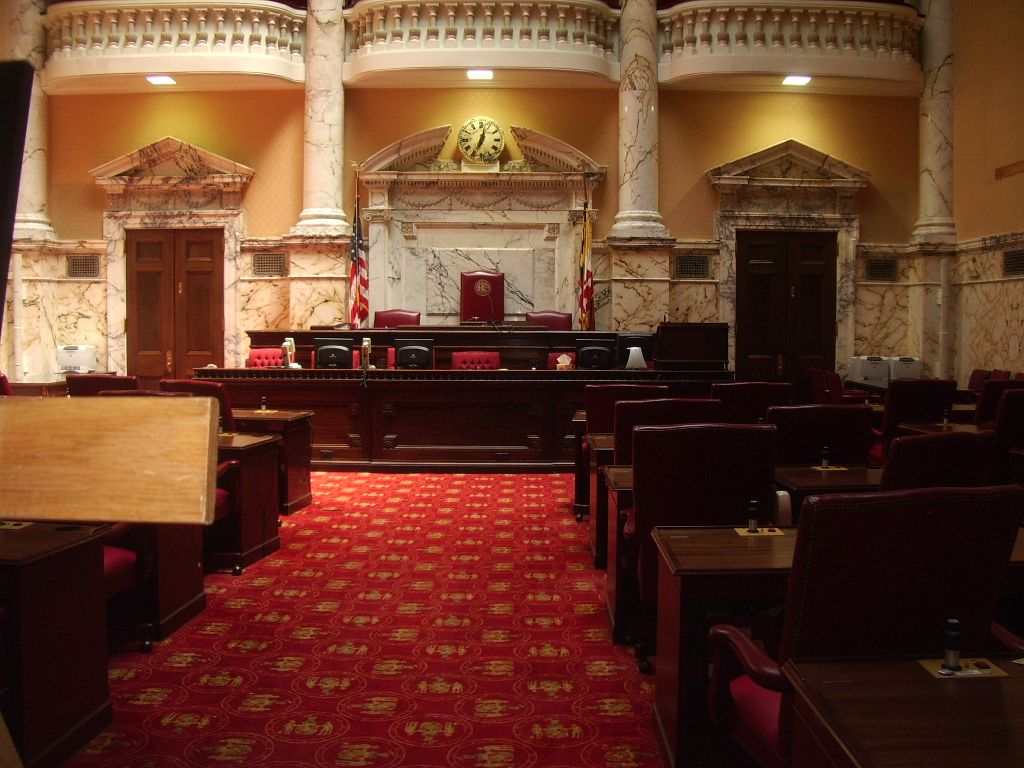
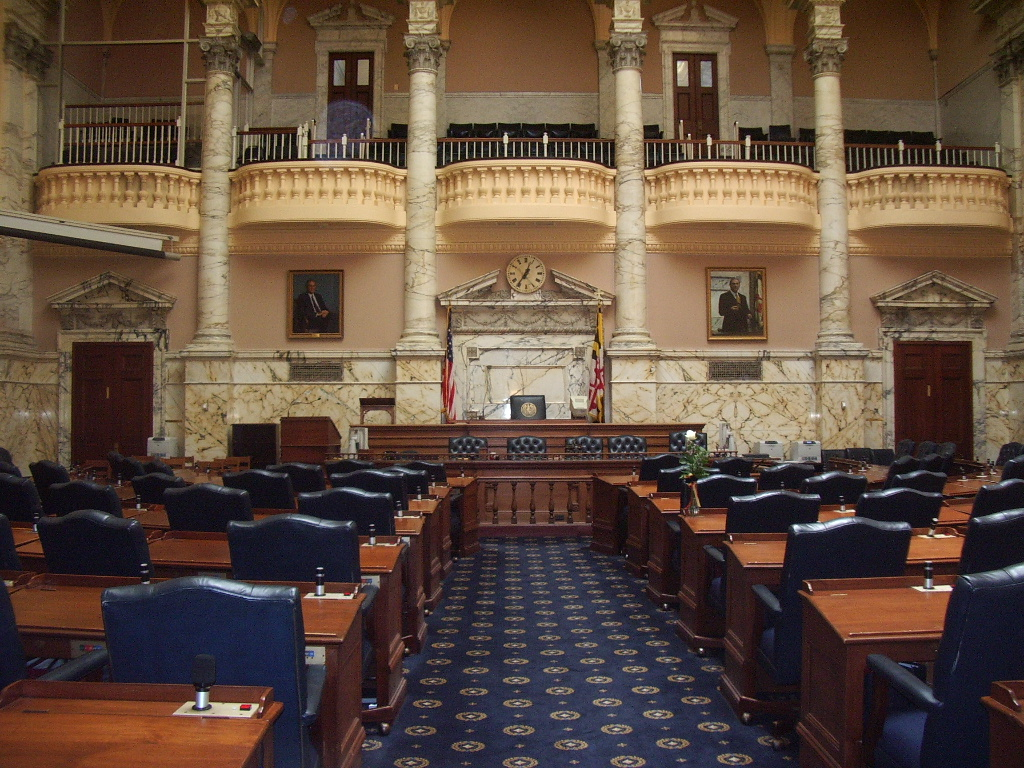
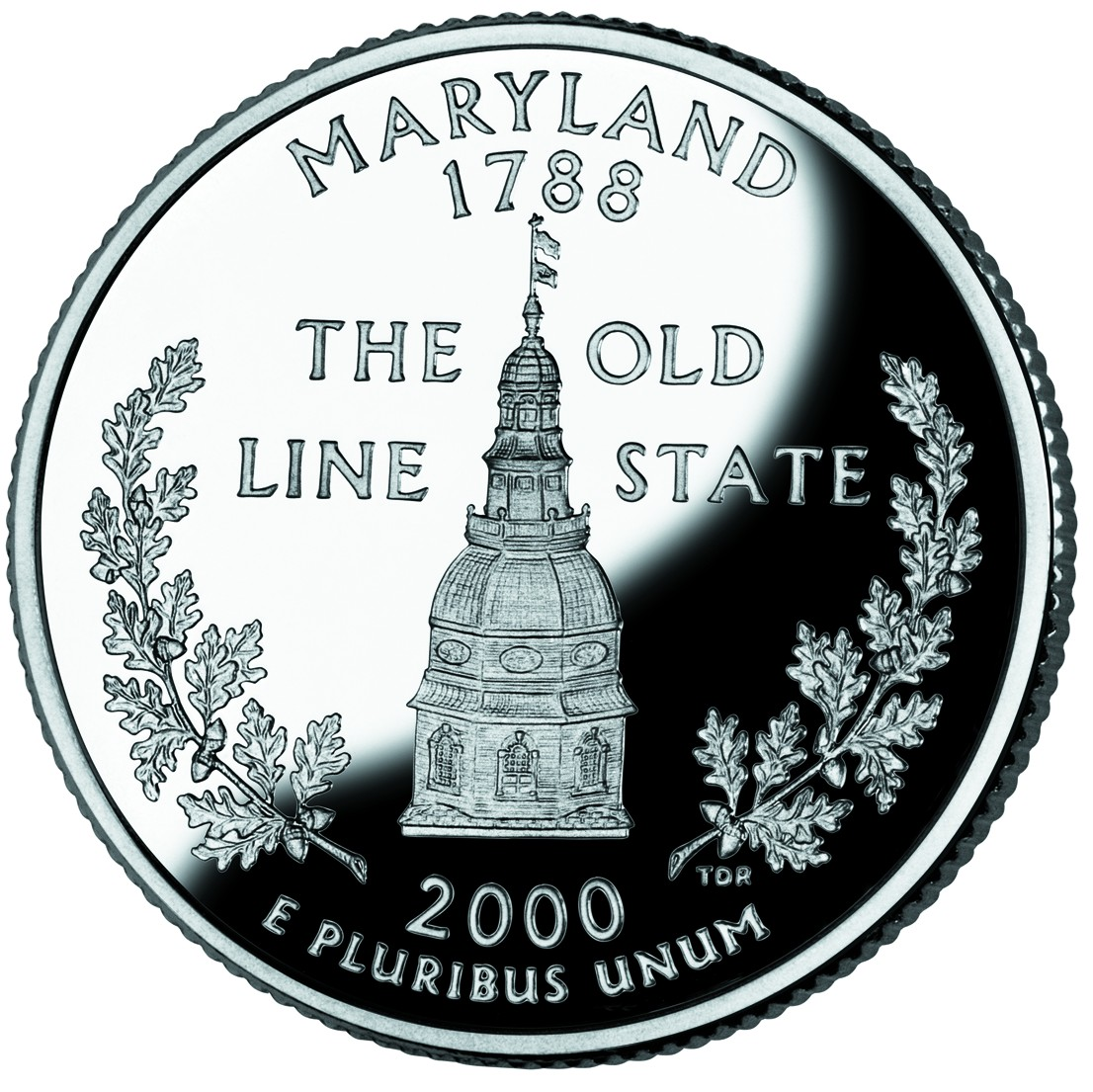
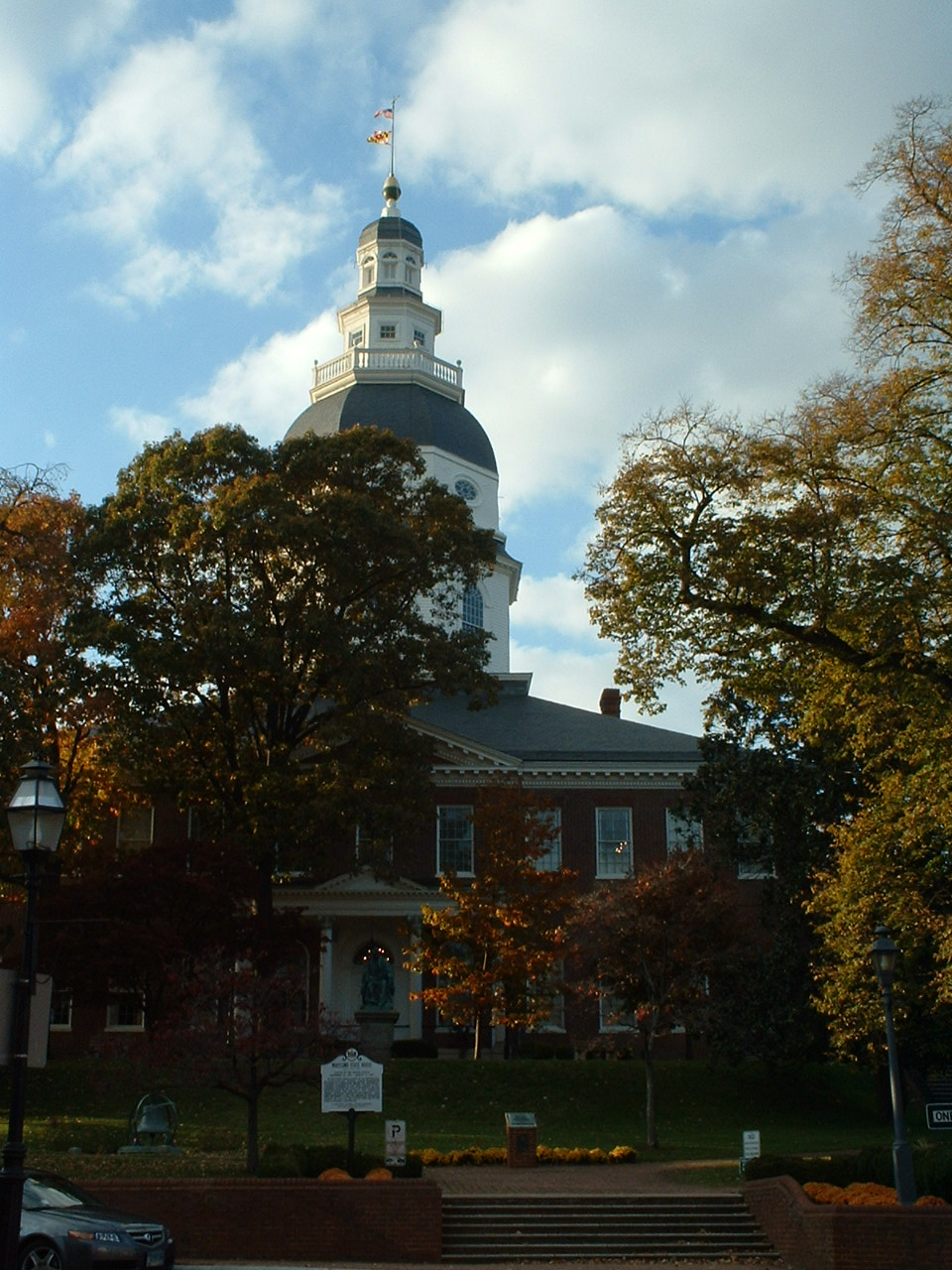
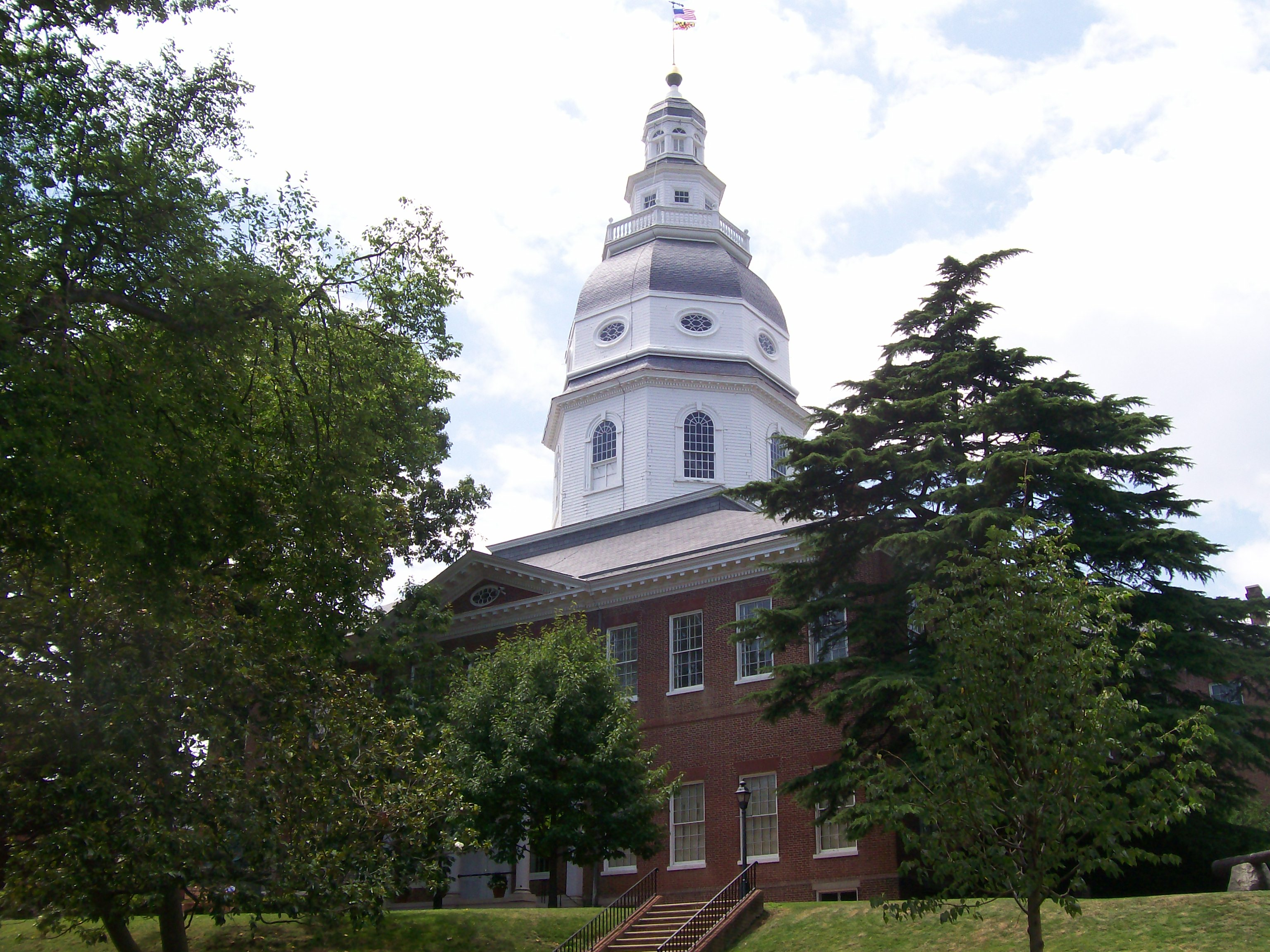